# Vita zonen (Östersjön)

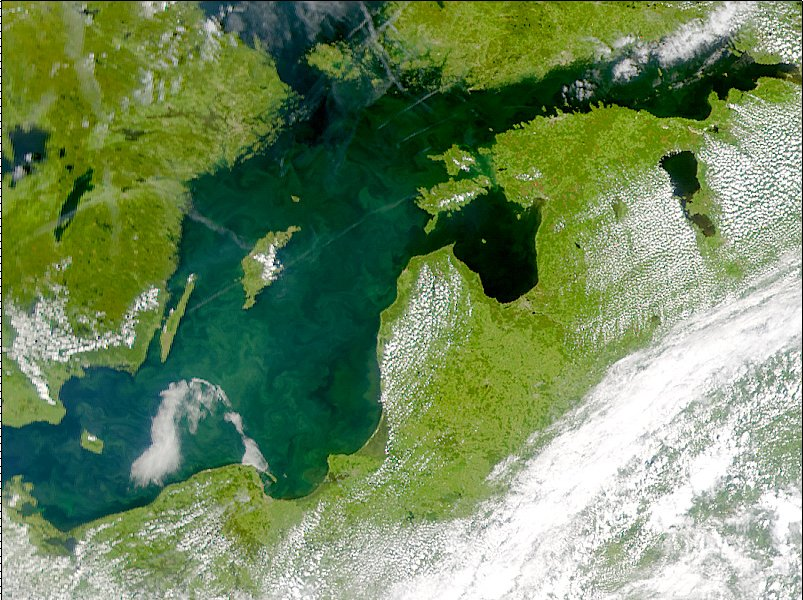
Östersjön med Gotland i centrum.

Vita zonen var en, utan våld, omtvistad del av Östersjön som 1969 blev föremål för svensk-sovjetiska diskussioner, fram tills överenskommelsen nåddes 1988. Den var belägen mellan Gotland och Sovjetunionens kust. Internationella havsrättskonventionen från 1982 reglerade territorialvattengränser och ekonomiska zoner utanför dessa, och utgjorde grunden för uppgörelsen.
Den 13 januari 1988 möttes Sveriges dåvarande statsminister Ingvar Carlsson och Sovjetunionens dåvarande premiärminister Nikolaj Ryzjkov i Stockholm och kom överens om den ekonomiska gränsdragningen. Sveriges chefsförhandlare var i slutomgången ambassadör Lennart Myrsten. Sverige fick 75%, Sovjetunionen resterande 25%.
Nikolaj Ryzjkov hävdade att det var en väl avvägd kompromisslösning, och förklarade att Sovjetunionen sträckte sig så långt för den goda grannsämjans skull. Ingvar Carlsson sade att Sverige kunde vara nöjda både vad gällde säkerhetspolitik och fiske, och att Sverige nu bestämde vem som fick fiska på deras del. Avtalet gav dock Sverige rätt att varje år ta upp 6 000 ton fisk i Sovjetunionens del, medan Sovjetunionen fick fiska upp 18 000 ton i Sveriges del innan nya fångstkvoter skulle fastställas 20 år senare. Fram till uppgörelsen hade alla länder nyttjat sin rätt att fiska i den oreglerade zonen.
Medan förhandlingarna pågick informerades utrikesnämnden, och Olof Johansson och Bengt Westerberg välkomnade uppgörelsen, liksom Carl Bildt som dock tyckte Sverige gjort onödiga eftergifter.
1988 enades Sverige och Sovjetunionen om att först dela upp området i en gråzon. Sverige och Sovjetunionen fick då bestämmanderätten över zonen, och om andra länder ville fiska där var de först tvungna att ha eller underteckna avtal med Sverige eller Sovjetunionen. Senare under året upprättades även en nationell zon.

### Fotnoter
1. ↑  Therése Peterson (26 februari 2003). ”När källan sinar”. Linköpings universitet. sid. 46. http://www.diva-portal.se/smash/get/diva2:19733/FULLTEXT01.pdf. Läst 4 februari 2017.